# Ravens de Rochester
Pour l'équipe masculine voir Rhinos de Rochester.
Maillots
Dernière mise à jour : 25 mars 2014.
Les Ravens de Rochester (en anglais : Rochester Ravens) (anciennement Rochester Rhinos Women) sont un club professionnel de football (soccer) basé à Rochester aux États-Unis.
L'équipe évolue en W-League de 2003 à 2013.

## Histoire
En 1996, la franchise est fondée sous le nom des Ravens de Rochester, puis en 2005 Jill McCabe vend la franchise aux Rhinos de Rochester, sous le nom des Rhinos Women de Rochester. Mais, en 2008, le nouveau propriétaire des Rhinos, Rob Clark, vend la section féminine à Doug Miller.
La franchise reprend leur nom d'origine, les Ravens de Rochester. Le 28 janvier 2013, Doug Miller annonce que les Ravens cesseront leurs activités, déclarant que le Flash de Western New York évolue au plus haut niveau du soccer féminin, il n'y a pas besoin d'une deuxième équipe féminine dans une ligue inférieure à Rochester.

## Parcours des Ravens Women
| Année | Ligue        | Conférence               | Division                 | Saisons régulières | Séries éliminatoires |
| ----- | ------------ | ------------------------ | ------------------------ | ------------------ | -------------------- |
| 2003  | USL W-League | Conférence du nord-est   | Division du nord         | Termine 5e         | Non qualifié         |
| 2004  | USL W-League | Conference nord-centrale | Division du nord         | Termine 3e         | Premier tour         |
| 2005  | USL W-League | Conférence du nord-est   | Division du nord         | Termine 5e         | Non qualifié         |
| 2006  | USL W-League | Conférence du nord-est   | Division du nord         | Termine 6e         | Non qualifié         |
| 2007  | USL W-League | Conférence du nord-est   | Division du nord         | Termine 4e         | Non qualifié         |
| 2008  | USL W-League | Conférence centrale      | Division du nord         | Termine 4e         | Non qualifié         |
| 2009  | USL W-League | Conférence centrale      | Division des Grands Lacs | Termine 8e         | Non qualifié         |
| 2010  | USL W-League | Conférence centrale      | Division des Grands Lacs | Termine 5e         | Non qualifié         |
| 2011  | USL W-League | Conférence centrale      | Division des Grands Lacs | Termine 5e         | Non qualifié         |
| 2012  | USL W-League | Conférence centrale      | Division Centrale        | Termine 6e         | Non qualifié         |

## Palmarès

### Effectif féminin pour la saison 2012
En date du 4 juin 2012.
| N° | Nat.                   | Poste | Nom du joueur          |
| -- | ---------------------- | ----- | ---------------------- |
| 00 | Drapeau des États-Unis | G     | Victoria "Tori" Christ |
| 1  | Drapeau des États-Unis | G     | Jessica Sanderson      |
| 2  | Drapeau des États-Unis | M     | Leah Emaus             |
| 3  | Drapeau des États-Unis | D     | Lauren Testa           |
| 4  | Drapeau des États-Unis | M     | Nicole Hercules        |
| 5  | Drapeau des États-Unis | D     | Sarah Henderson        |
| 6  | Drapeau des États-Unis | D     | Ivana Lahcanski        |
| 7  | Drapeau des États-Unis | A     | Allison Sharpe         |
| 8  | Drapeau des États-Unis | M     | Briana Tata            |
| 9  | Drapeau des États-Unis | M     | Caitlin Pfeiffer       |
| 10 | Drapeau des États-Unis | M     | Isabella Mitrevski     |
| 11 | Drapeau des États-Unis | A     | Jenna Raepple          |
| 12 | Drapeau des États-Unis | A     | Karly Tolentino        |

| No. | Nat.                   | Position | Nom du joueur     |
| --- | ---------------------- | -------- | ----------------- |
| 13  | Drapeau des États-Unis | A        | Taylor Wingerden  |
| 14  | Drapeau des États-Unis | D        | Amanda Sudore     |
| 15  | Drapeau des États-Unis | M        | Haley Marks       |
| 16  | Drapeau des États-Unis | A        | Brianna Smith     |
| 17  | Drapeau des États-Unis | D        | Ashley Grove      |
| 19  | Drapeau des États-Unis | M        | Breanna Catipovic |
| 20  | Drapeau des États-Unis | M        | Heaven Palamitia  |
| 21  | Drapeau des États-Unis | A        | Molly Curry       |
| 22  | Drapeau des États-Unis | D        | Courtney Mann     |
| 23  | Drapeau des États-Unis | M        | Annie Terilli     |
| 24  | Drapeau des États-Unis | M        | Morgan Graus      |
| 25  | Drapeau des États-Unis | D        | Amanda Wisotzke   |

### Équipe technique 2012
- Entraineur-chef : Steve Christenson
- Entraineur-adjoint : Peter Carpenter